# 5129 Groom
5129 Groom este un asteroid din centura principală de asteroizi.

## Descriere
5129 Groom este un asteroid din centura principală de asteroizi. A fost descoperit pe 7 aprilie 1989 la Observatorul Palomar de Eleanor Francis Helin. El prezintă o orbită caracterizată de o semiaxă mare de 2,38 ua, o excentricitate de 0,09 și o înclinație de 10,4° în raport cu ecliptica.